# Lawrence Washington
Lawrence Washington (1718 - julio de 1752) fue un soldado y terrateniente, medio hermano de George Washington, el primer presidente de Estados Unidos. Fue algo parecido a un mentor para su célebre hermano, quien lo admiraba.

## Biografía
Lawrence Washington nació en Virginia, Estados Unidos, en 1718, hijo de Augustine Washington. Estudió en Inglaterra. Volvió a Virginia 20 años más tarde, en 1738, para supervisar la plantación de su padre en el río Potomac. 
En 1739 el Parlamento Británico creó una infantería para sus colonias americanas con el fin de usarla en el conflicto con España en las Indias Occidentales. 
Llegó a Jamaica en 1741 y vio acción en expediciones contra Cartagena, Nueva Granada, Cuba y Panamá. Participó contra el Imperio español. También combatió contra Blas de Lezo en la derrota inglesa de la guerra del Asiento, sitiando Cartagena al servicio del almirante británico Edward Vernon, y en su honor decidió llamar Mount Vernon a la plantación que tenía en Virginia.  Muchas de las bajas de los conflictos fueron causadas por enfermedades, no por la violencia. Lawrence, al haber llegado antes al trópico, se las arregló para sobrevivir a las fiebres que diezmaron a los otros colonos americanos. Tras su vuelta a las colonias americanas, se puso al frente de milicia como comandante. 
Se casó con Anne Fairfax (1728-1761) en 1743. Anne Fairfax era hija del coronel William Fairfax de Belvoir, un agente de tierras a las órdenes de su primo Thomas Fairfax, 6.º señor Fairfax de Cameron. En 1747, Lawrence, su suegro y otros hombres de negocios destacados se unieron con el objetivo de abrir el comercio en el interior. 
Meses antes de su muerte, se vio a Lawrence como un hombre honesto y recto, a tal grado que se había convertido como en un maestro para su hermano. Lideró las colonias americanas hasta el día de su muerte.

## Muerte
A Lawrence le diagnosticaron tuberculosis y viajó a Barbados con su medio hermano en un intento por mejorar su salud. George sufrió un caso leve de viruela y Lawrence aprovechó la oportunidad para viajar a Puerto Príncipe para atender asuntos de los británicos. Volvió a su hogar en Mount Vernon en julio de 1752, donde murió a causa de su enfermedad. Lawrence y Anne habían tenido cuatro hijos, todos los cuales murieron muy niños. En su testamento dejaba su propiedad a Sarah, su única hija superviviente, pero la niña murió dos años después a los cuatro años y la herencia pasó a su madre. Anne se había vuelto a casar con George Lee y no vivía en Mount Vernon, la cual arrendó a su cuñado. Cuando ella murió en 1761, George Washington heredó la plantación y se hizo completo cargo de ella.

## En la cultura popular
Lawrence aparece brevemente en el videojuego Ultimate General: American Revolution.
Los jugadores se implican en la biografía de George Washington como comandante en jefe del Ejército Continental o Patriota en su lucha contra el primer Imperio británico, mencionando de pasada la decisiva influencia de su hermano Lawrence. A lo largo de una campaña con varias fases, lideran tanto las batallas, la estrategia y la táctica militar en tierra y mar, como la gestión de los crecientes recursos de la incipiente nación norteamericana.